# Svedjesjön (Åsele socken, Lappland)
Svedjesjön är en sjö i Åsele kommun i Lappland och ingår i Ångermanälvens huvudavrinningsområde. Sjön har en area på 0,34 kvadratkilometer och ligger 329,2 meter över havet. Sjön avvattnas av vattendraget Kvällån.

## Delavrinningsområde
Svedjesjön ingår i det delavrinningsområde (710220-159052) som SMHI kallar för Utloppet av Svedjesjön. Medelhöjden är 338 meter över havet och ytan är 3,92 kvadratkilometer. Räknas de 7 avrinningsområdena uppströms in blir den ackumulerade arean 84,08 kvadratkilometer. Kvällån som avvattnar avrinningsområdet har biflödesordning 2, vilket innebär att vattnet flödar genom totalt 2 vattendrag innan det når havet efter 221 kilometer. Avrinningsområdet består mestadels av skog (38 procent) och sankmarker (29 procent). Avrinningsområdet har 0,33 kvadratkilometer vattenytor vilket ger det en sjöprocent på 8,5 procent.